# El príncipe de la noche
El príncipe de la noche (Le Prince de la Nuit) es una serie de historieta de vampiros del autor belga Yves Swolfs, con color de Sophie Swolfs, iniciada en 1994 y concluida en 2001. El proyecto quedó bloqueado algunos años por problemas editoriales.
En España, la Editorial Glénat publicó en el año 2009 una edición integral y reducida de los seis álbumes de la serie en un volumen de 296 páginas.

## Álbumes
- 1. El cazador (1994)
- 2. La carta del inquisidor (1995)
- 3. Luna llena (1996)
- 4. El diario de Maximilien (1999)
- 5. Élise (2000)
- 6. Retorno a Ruhenberg (2001)

## Sinopsis
Desde la Edad Media el linaje de los Rougemont ha sido azotado por el vampiro Vladimir Kergan, al que generación tras generación los primogénitos de la familia se han enfrentado, siendo derrotados uno tras otro.
La acción principal transcurre en 1930 cuando Vincent de Rougemont, el último descendiente de la familia, se encuentra, sin pretenderlo, enredado en mitad de la cruzada familiar. Sin embargo en cada álbum de la serie también se muestra el enfrentamiento de uno de los ancestros de los Rougemont con el vampiro.
- Datos: Q3225908